# Ma petite entreprise (film)
Pour les articles homonymes, voir Ma petite entreprise.
Pour plus de détails, voir Fiche technique et Distribution.
Ma petite entreprise est un film français réalisé par Pierre Jolivet, sorti en 1999.

## Synopsis
Ivan travaille beaucoup pour sa petite entreprise de menuiserie.
Lorsque son atelier est ravagé par un incendie, il se tourne tout naturellement vers son courtier en assurances.
Mais ce dernier avait monté une combine avec un complice : tant que les assurés n'avaient pas de sinistre, leurs contrats n'étaient pas déclarés et les deux hommes détournaient les primes d'assurance.

En cas de sinistre, il suffisait d'antidater la création du contrat et tout rentrait dans l'ordre.
Seulement cette fois-ci, il y a un problème : le complice en question vient de décéder.
Prêt à tout pour sauver sa société, Ivan n'hésite pas à user de moyens peu légaux.

## Fiche technique
- Titre : Ma petite entreprise
- Réalisation : Pierre Jolivet
- Scénario : Pierre Jolivet et Simon Michaël
- Producteur : Frédéric Bourboulon
- Musique : Alain Bashung
- Photographie : Bertrand Chatry
- Montage : Yves Deschamps
- Pays de production :  France
- Genre : comédie dramatique
- Durée : 96 minutes
- Date de sortie : 1er septembre 1999

## Distribution
- Vincent Lindon : Ivan Lansi
- François Berléand : Maxime Nassieff, courtier d'assurances
- Zabou Breitman  : Nathalie, l'ex-femme d'Ivan
- Roschdy Zem : Sami, compagnon de Nathalie
- Albert Dray : Charles
- Catherine Mouchet : Lucie, la secrétaire de Maxime
- Françoise Sage : Catherine
- Pascal Leguennec : Louis
- Catherine Davenier : Marthe, la secrétaire d'Ivan
- Yoann Denaive : Christophe Lansi
- Lokman Nalcakan : Ludo
- Anne Le Ny : Madame Chastaing, l'inspectrice des assurances
- Benjamin Alazraki : Benjamin, l'ouvrier stagiaire
- Catherine Mendez : Sylvie
- Simon Monceau : le contrôleur de l'URSSAF
- Rosine Cadoret : Martine Passereau
- Martin Bourboulon : le jeune homme
- Jacqueline Vicaire : une femme
- Fabienne Mai : la concierge
- Sabine Parra : l'hôtesse
- Pierre Jolivet et Simon Michaël : les flics
- Philippe Cura : le livreur
- Yvan Valensi : l'homme du bistrot

## Distinctions
- César du cinéma 2000 : César du meilleur acteur dans un second rôle pour François Berléand.
- Festival des films du monde de Montréal 2000 : Meilleur scénario
- Étoile d'or du film 2000